# Hualapais
Els hualapais o walapais (hualapai: Hwalbáy) són una tribu d'amerindis dels Estats Units que viuen a les muntanyes del nord-oest d'Arizona. Avui estan registrats en la Tribu índia hualapai de la reserva índia Hualapai.
El nom és derivat de "hwa:l," paraula hualapai per al pi de ponderosa, i "Hualapai" vol dir "poble dels pins alts". Llur territori tradicional cobreix un tram de 174 kilòmetres al llarg del costat sud de pins del Gran Canyó i el riu Colorado amb la capital tribal situada al Peach Springs.

## Llengua
El hualapai és una llengua de la branca Pai de les llengües yuma-cochimí, també parlades pels força relacionats havasupais, i més llunyanament els yavapais. Encara és parlat per la majoria de les persones majors de 30 en la reserva, així com molts joves. El Districte Escolar de Peach Springs du a terme un programa bilingüe d'èxit per a tots els estudiants locals, tant hualapais com no hualapais, a més de campaments d'immersió.

## Reserva
La reserva índia Hualapai (35° 54′ 25″ N, 113° 07′ 58″ O / 35.90694°N,113.13278°O), té una extensió de 1.142 milles quadrades, fou creat per ordre executiva presidencial de Chester A. Arthur el 4 de gener de 1883.
La comunitat és regida pel Consell Tribal Hualapai que inclou un president, vicepresident, i uns altres set membres del consell. Els hualapais tenen un tribunal tribal i una Cort d'Apel·lacions per defensar la Constitució i les lleis hualapais. L'aplicació de llei és encarregada al Departament de Policia tribal de la Nació Hualapai, que va entrar en funcionament el 2002. El departament consta d'un cap de Policia, Cap Adjunt, Investigador Criminal i 11 oficials de Patrulla jurats certificats per l'estat d'Arizona. La protecció contra incendis és proporcionada per la Bureau of Indian Affairs (BIA) i el departament de bombers voluntaris local.

## Bandes i viles hualapai
Ètnicament els havasupais i els hualapais són un sol poble, encara que avui dia són grups políticament separats com a resultat de la política de govern dels EUA. El hualapais (Pa'a o Pai) tenien tres subtribus - el poble de la muntanya mitjana al nord-oest, poble de l'altiplà a l'est, i lluitador yavapai al sud (McGuire, 1983). Les subtribus es van dividir en set grups (Kroeber, 1935, Manners, 1974) que al seu torn es divideixen en tretze (originalment catorze) bandes regionals o grups locals (Dobyns and Euler; 1970). Els grups locals es componen de diversos grups familiars que viuen en petits llogarets: Els havasupai eren una banda de la subtribu poble de l'altiplà.
Poble de l'altiplà (Ko'audva Kopaya) (incloses set bandes en l'altiplà i regió dels canons a l'est de Grand Wash Cliffs, l'est de la Vall Hualapai, aquesta àrea inclou l'actual Reserva Hualapai, bandes enumerades d'oest a est)
- Mata'va-kapai (“poble del nord”)
  - Haduva Ba:' (“banda Clay Springs”)
  - Tafiika Ha'la Pa'a (Danyka Ba:', “banda Grass Springs”)

Viles (es troben al llarg del límit de Grand Wash Cliffs): Hadū'ba, Hai'ya, Hathekáva-kió, Huwuskót, Kahwāga, Kwa'thekithe'i'ta, Mati'bika, Tanyika'
- Ko'o'u-kapai (“Poble Mesa”)
  - Qwaq We' Ba:' (“banda Hackberry” o “banda Hackberry Springs”)
  - He:l Ba:' (“banda Milkweed Springs”)

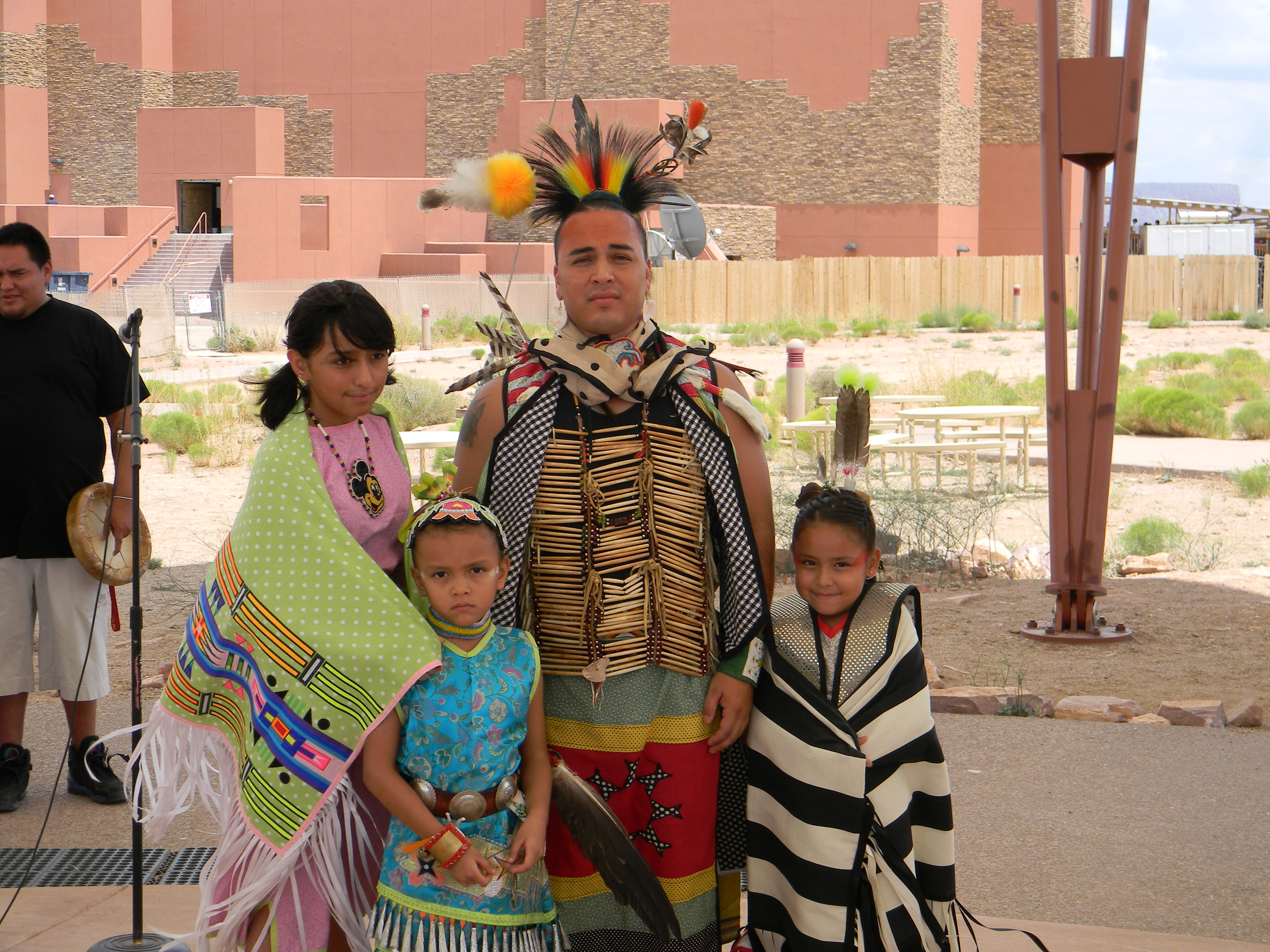
Família hualapai, Gran Canyó d'Arizona

Viles (els majors assentaments es van localitzar prop de Milkweed Springs i Truxton Canyon): Crozier (denominació nord-americana), Djiwa'ldja, Hak-tala'kava, Haktutu'deva, Hê'l, Katha't-nye-ha', Muketega'de, Qwa'ga-we', Sewi', Taki'otha'wa, Wi-kanyo
- Nyav-kapai (“Poble de l'est”, ocupava l'altiplà de Colorado i les terres del canyó)
  - Yi Kwat Pa'a (Iquad Ba:' - “banda Peach Springs”)
  - Ha'kasa Pa'a (Hak saha Ba:' - “banda Pine Springs”, també coneguda com a “banda Stinking Water”, àrees d'ús conjunt en la part nord-est del territori hualapai amb la banda Havasooa Pa'a)[11]
  - Havasooa Pa'a (Hav'su Ba:', autoanomenats Havasu Baja o Havsuw’ Baaja - “Poble de l'aigua blaua i verda”, també coneguda com a “banda Cataract Canyon” dels hualapai, avui coneguts com a havasupais)

Viles (no estan incloses les havasupai): Agwa'da, Ha'ke-takwi'va, Haksa', Hānya-djiluwa'ya, Tha've-nalnalwi'dje, Wiwakwa'ga, Yiga't
Poble de la Muntanya Mitjana (Witoov Mi'uka Pa'a) (viuen a l'oest de la subtribu poble de l'altiplà, a través de les Cerbat i Black Mountains i porcions de les valls Hualapai, Detrital, i Sacramento)
- Soto'lve-kapai (“Poble occidental”)
  - Wikawhata Pa'a (Wi gahwa da Ba:' - “banda Red Rock”, vivien a la porció nord de l'àrea)
  - Ha Emete Pa'a (Ha'emede: Ba:' - “banda Cerbat Mountain”, també conegut com a “banda White Rock Water”, vivia a la porció sud de l'àrea, principalment a les muntanyes Cerbat)

Viles (la majoria dels assentaments es van localitzar prop de deus al llarg dels vessants orientals de cada muntanya): Chimethi'ap, Ha-kamuê', Háka-tovahádja, Hamte', Ha'theweli'-kio', Ivthi'ya-tanakwe, Kenyuā'tci, Kwatéhá, Nyi'l'ta, Quwl'-nye-há, Thawinūya, Waika'i'la, Wa-nye-ha', Wi'ka-tavata'va, Wi-kawea'ta, Winya'-ke-tawasa, Wiyakana'mo
Lluitadors yavapai (ocupava la meitat sud del país hualapai i van ser els primers a lluitar contra els enemics yavapais - anomenats pels hualapais Ji'wha', “l'enemic” - que viuen directament al seu sud, bandes enumerades d'oest a est)
- Hual'la-pai (Howa'la-pai - “Poble dels Pins”)
  - Amat Whala Pa'a (Mad hwa:la Ba:' - “banda Muntanyes Hualapai”, vivien a les muntanyes Hualapai a l'est de l'actual Kingman cap a l'oest fins a la vall del riu Colorado)

Viles (eren concentrats prop de deus i rierols en l'extrem nord de la serralada): Hake-djeka'dja, Ilwi'nya-ha', Kahwa't, Tak-tada'pa
- Kwe'va-kapai (Koowev Kopai) (“Poble del sud”)
  - Tekiauvla Pa'a (Teki'aulva Pa'a - “banda riu Big Sandy”, també conegut com a Haksigaela Ba:', ocupava l'abast del cabal dels rius permanents al llarg del riu Big Sandy entre Wikieup i Signal, encara que a distància als vessants de les muntanyes adjacents)
  - banda Burro Creek (vivien a l'extrem sud del territori dels Tekiauvla Pa'a, conreat al llarg dels rierols i als canons i altiplans al llarg d'ambdós costats de Burro Creek, es van casar freqüentment amb els adjacents yavapai - per això van ser confosos més freqüentment pels nord-americans amb els yavapais)[12]

Viles: Chivekaha', Djimwā'nsevio', Ha-djiluwa'ya, Hapu'k, Kwakwa', Kwal-hwa'ta, Kwathā'wa, Tak-mi'nva
- Hakia'tce-pai (“poble muntanya Mohon”, també conegut com a Talta'l-kuwa, van ocupar el país de muntanyes escarpades)
  - Ha Kiacha Pa'a (Ha gi a:ja Ba:' - “banda muntanyes Mohon”, també conegut com a “banda muntanya Mahone”, vivien a les muntanyes Mohon)
  - Hwalgijapa Ba:' (“banda muntanyes Juniper”, vivien a les muntanyes Juniper)

Viles: Hakeskia'l, Hakia'ch, Ka'nyu'tekwa', Tha'va-ka-lavala'va, Wi-ka-tāva, Witevikivol, Witkitana'kwa

## Personatges il·lustres
- Kiowa Gordon – actor a The Twilight Saga: New Moon
- Lucille Watahomigie - lingüista